# Agalliana mediana
Agalliana mediana är en insektsart som beskrevs av Paul W. Oman 1933. Agalliana mediana ingår i släktet Agalliana och familjen dvärgstritar. Inga underarter finns listade i Catalogue of Life.